# Johann Gotthard von Müller
Johann Gotthard von Müller (4. května 1747 Bernhausen, 14. března 1830 Stuttgart) byl německý grafik, mědirytec a litograf, proslavený grafickými převody malovaných portrétů soudobých slavných osobností.

## Život

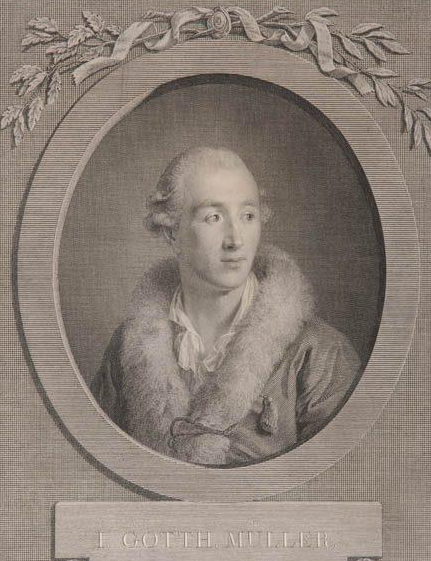
Johann Gotthard Müller podle J. F. Tischbeina

Narodil se jako syn bernhausenského starosty Johanna Müllera, jeho matka byla sestrou bernhausenského faráře. Pod vlivem její výchovy ve 14 letech vstoupil do teologického semináře v Tübingenu, dále se vzdělával v kresbě a anatomii na Akademii krásných umění v Ludwigsburgu, kterou již v roce 1761 založil a dále podporoval vévoda Karel Eugen II. Württemberský. jeho výtvarné zájmy brzy převládly a opustil teologický seminář. V Ludwigsburgu vystudoval malbu u Nicolase Gubina. Poté Müller odejel na studia mědirytiny do Paříže, kde ho učil v letech 1770–1776 Jean-Georges Wille. Později ke svým grafickým technikám přidal také litografii. 
Po návratu nastoupil jako profesor rytectví do Karlovy (později státní) akademie výtvarných umění ve Stuttgartu. 
V roce 1808 byl za své profesní úspěchy povýšen do stavu rytíře s titulem "von", dále byl jmenován členem Královské nizozemské akademie umění a věd v Amsterdamu.
Zemřel ve Stuttgartu a byl pohřben na hřbitově Hoppenlaufriedhof.
Jedním z jeho významných studentů byl jeho syn Johann Fridrich Wilhelm von Müller (1782–1816), který se učil také v Paříži a stal se profesorem v Drážďanech. 

## Dílo
Často převáděl do mědirytin malované portréty slavných osobností své doby a obrazy světových mistrů různých dob. Podařilo se mu také proniknout do severní Ameriky, kde převáděl do grafických listů nejen portréty, ale i mnohafigurové bitevní scény. K nejrozšířenějším reprodukcím jeho grafických listů dosud patříː
- mědirytina Lot a jeho dcery podle obrazu Gerarda Honthorsta (1782)
- mědirytina oficiálního portrétu francouzského krále Ludvíka XVI. podle Josefa Duplessise (1790)
- mědirytina básníka Fridricha Schillera podle obrazu Antona Graffa (1794)
- mědirytina Bitvy u Bunkers Hill nedaleko Bostonu (1798) podle obrazu Johna Trumbulla
- mědirytina vestfálského krále Jeroma Bonaparta podle Françoise-Josepha Kinsona (1813)
- litografie portrétu ruské carevny Kateřiny Pavlovny podle vlastní předlohy (1817)
- mědirytina Sixtinské madony podle Raffaela Santi

## Galerie

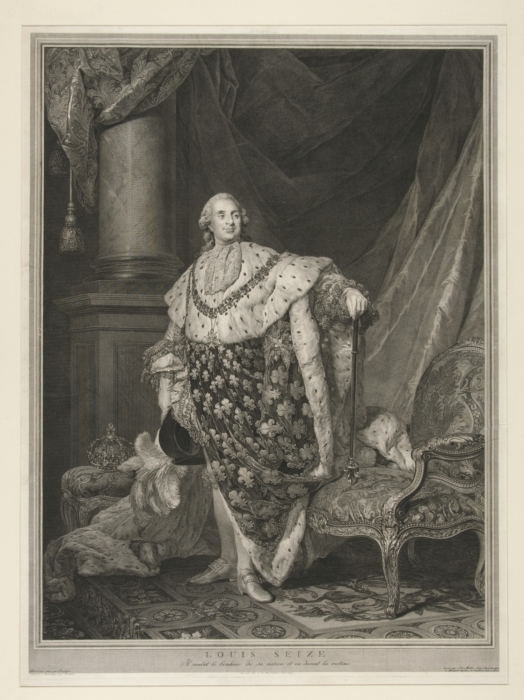
Ludvík XVI.
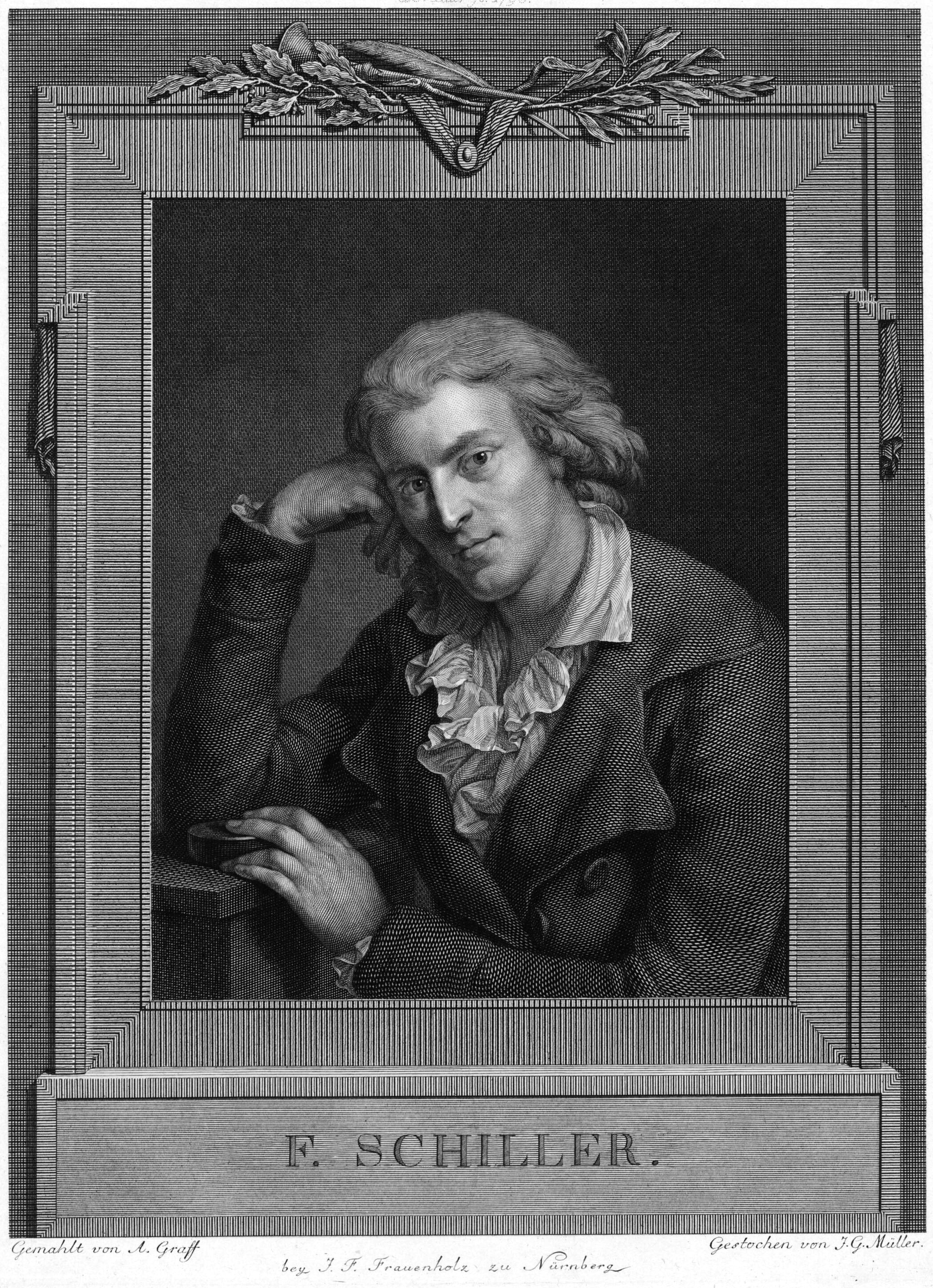
Fridrich Schiller
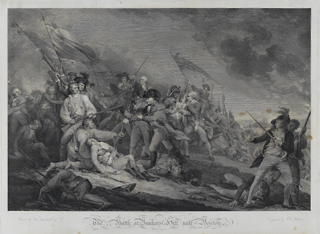
Bitva u Bunkers Hill
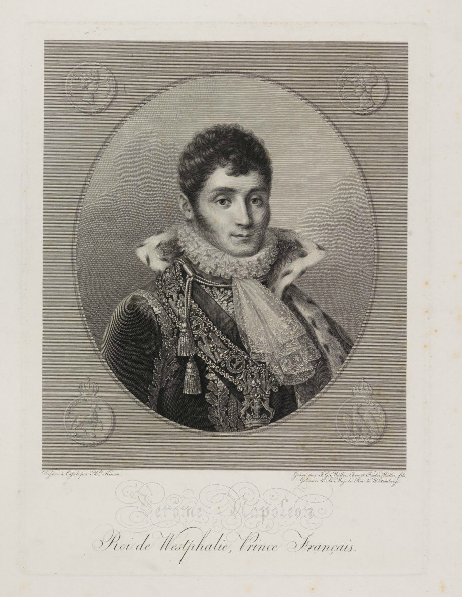
Jérôme Bonaparte
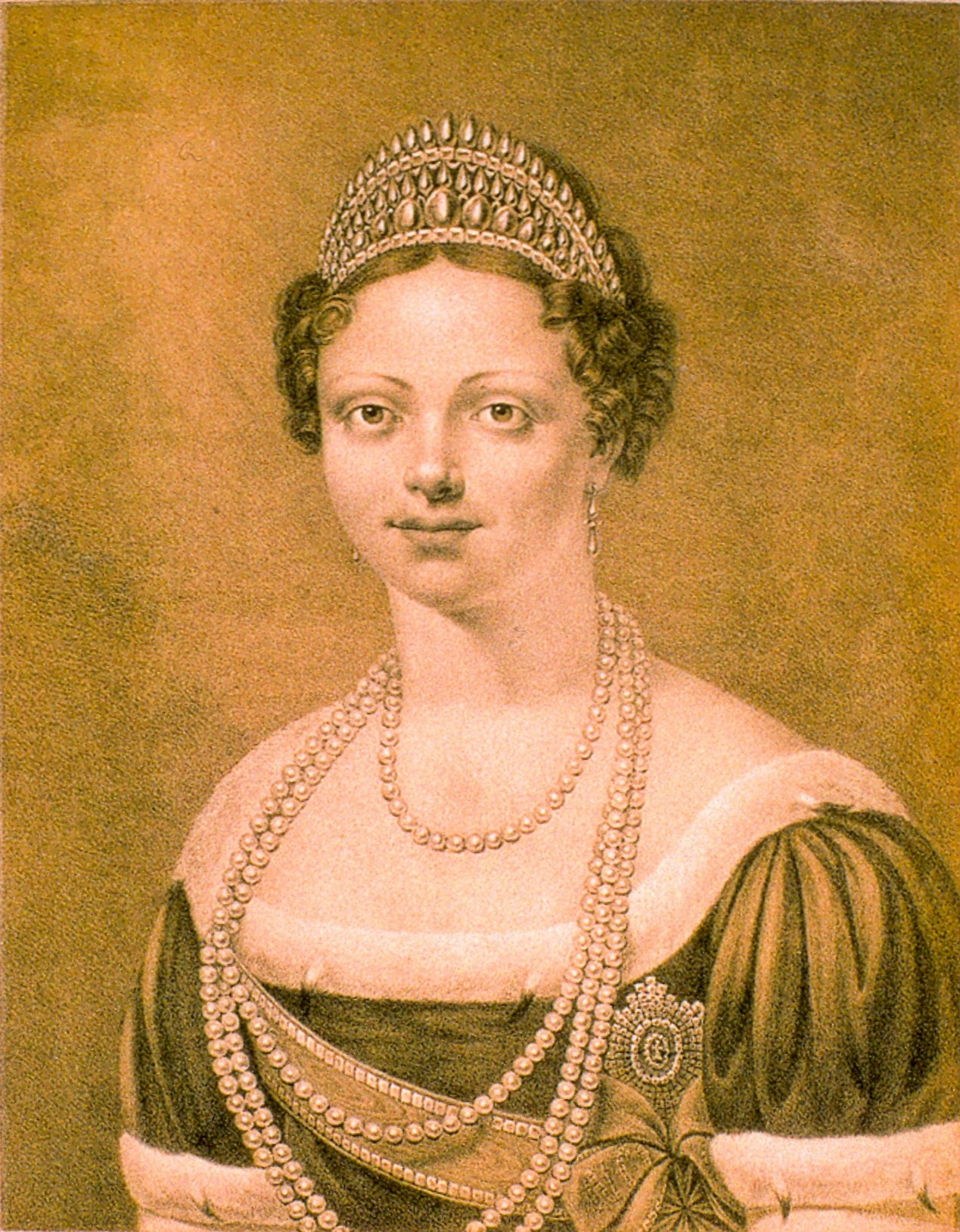
Kateřina Pavlovna Ruská